# تنوع حيوي للتربة

التنوع العالمي في حموضة التربة: أحمر = تربة حمضية، أصفر = تربة متعادلة، أزرق = تربة قاعدية، أسود = لا بيانات.

يشير التنوع الحيوي للتربة إلى علاقة التربة بالتنوع الحيوي وإلى خصائص التربة التي يمكن إدارتها في ما يتعلق بالتنوع الحيوي. يرتبط التنوع الحيوي للتربة ببعض الاعتبارات المتعلقة بإدارة مستجمعات المياه.

## التنوع الحيوي
وفقًا لوزارة البيئة والموارد المائية الأسترالية، فإن التنوع الحيوي هو «تنوع الحياة: النباتات والحيوانات والكائنات الدقيقة المختلفة، وجيناتها ونظمها البيئية التي تشكل جزءًا منها». يرتبط التنوع الحيوي والتربة ارتباطًا وثيقًا، لأن التربة هي الوسط لمجموعة كبيرة من الكائنات الحية، وتتفاعل بشكل وثيق مع الغلاف الحيوي الأوسع. وعلى العكس من ذلك، يعتبر النشاط الحيوي عاملًا رئيسيًا في التكوين الفيزيائي والكيميائي للتربة.
توفر التربة موطنًا حيويًا، في الأساس للميكروبات (بما في ذلك البكتيريا والفطريات)، ولكن أيضًا للحيوانات الدقيقة (مثل الأوالي والديدان الخيطية)، والميزوفونا (مثل المفصليات الدقيقة والإنشترايات)، والماكروفونا (مثل ديدان الأرض والنمل الأبيض والديدان الألفية). يتمثل الدور الرئيسي لكائنات التربة في إعادة تدوير المادة العضوية المشتقة من «شبكة النباتات الأرضية الغذائية».
تتعاون التربة تعاونًا وثيقًا مع الغلاف الحيوي الأوسع. تُعد الرعاية بالتربة الخصبة «إحدى الخدمات البيئية الأساسية التي يؤديها العالم الحي»، و«يجب تجديد المحتويات المعدنية والعضوية للتربة باستمرار، مع استهلاك النباتات عناصر التربة وتمريرها عبر السلسلة الغذائية».
يمكن ملاحظة الارتباط بين التربة والتنوع الحيوي من الناحية المكانية. فعلى سبيل المثال، تتوافق حدود النباتات الطبيعية والزراعية على حد سواء مع حدود التربة، حتى على الصعيدين القاري والعالمي.
يصف باسكِن (1997) العلاقة القائمة بين التربة وتنوع الحياة، فوق الأرض وأسفلها، بـ«المزامنة الدقيقة». وليس من المفاجئ أن تؤثر إدارة التربة تأثيرًا مباشرًا على التنوع الحيوي. يشمل ذلك الممارسات التي تؤثر على حجم التربة وبنيتها وخصائصها الحيوية والكيميائية، وما إذا كانت التربة تُظهر آثارًا سلبية مثل انخفاض الخصوبة، أو تحمّض التربة، أو تملّحها.

## تأثير العملية

### التحمّض
حموضة التربة (أو قلويتها) هي تركيز أيونات الهيدروجين (H+) في التربة. بالقياس على مقياس الأسّ الهيدروجيني (pH)، تكون درجة حموضة التربة حالة غير مرئية تؤثر بشكل مباشر على خصوبتها وسُمّيتها بتحديد العناصر الموجودة في التربة والمتاحة للامتصاص من قبل النباتات. تُعزى الزيادة في حموضة التربة إلى إزالة المنتجات الزراعية من الحقل، ورشح النيتروجين على هيئة نيترات تحت منطقة الجذر، والاستخدام غير الملائم للأسمدة النيتروجينية، وتراكم المواد العضوية. العديد من التُرب في ولاية فيكتوريا الأسترالية حمضية طبيعيًا؛ غير أن نحو 30000 كيلومتر مربع أو 23% من التربة الزراعية في فيكتوريا تعاني من انخفاض الإنتاجية بسبب زيادة الحموضة. ولوحظ أن حموضة التربة تضر بجذور النباتات. فالنباتات ذات الحموضة الأعلى لها جذور أصغر وأقل متانة. أظهرت بعض الأدلة أن الحموضة تلحق الضرر بأطراف الجذور، مقيدةً المزيد من النمو. شهد ارتفاع النباتات أيضًا تقييدًا ملحوظًا عند زراعتها في التربة الحمضية، كما يتضح من مجموعات القمح الأمريكية والروسية. إن عدد البذور القادرة حتى على الإنبات في تربة حمضية أقل بكثير من كمية البذور التي يمكن أن تنبت في تربة ذات درجة حموضة متعادلة. يمكن أن يكون لهذا التقييد على نمو النباتات أثر سلبي على صحتها، ما يؤدي إلى انخفاض في إجمالي عدد النباتات.
تحدث هذه التأثيرات بغض النظر عن الوحدة الإحيائية. فحصت دراسة في هولندا العلاقة بين الأس الهيدروجيني والتنوع الحيوي للتربة في تُرب ذات أس هيدروجيني أقل من 5. اكتُشفت علاقة ارتباط قوية، فكلما انخفض الأس الهيدروجيني انخفض التنوع الحيوي. كانت النتائج هي نفسها في الأراضي العشبية وأيضًا في الأراضي البَراحية. من الأمور التي تدعو إلى القلق بشكل خاص؛ الأدلة التي تثبت أن هذا التحميض مرتبط مباشرةً بانخفاض أنواع النباتات المهددة بالانقراض، منذ عام 1950.
يقلل تحميض التربة من التنوع الحيوي للتربة، فهو يقلل من أعداد معظم الماكروفونا، بما في ذلك، على سبيل المثال، أعداد ديدان الأرض (مهمة في الحفاظ على جودة بنية التربة السطحية لنمو النباتات). يتأثر أيضًا بقاء المُستجذِرة واستمرارها. يمكن أن ينخفض التحلل وتثبيت النيتروجين، ما يؤثر على بقاء النباتات المحلية. قد يزداد انخفاض التنوع الحيوي مع انتشار حشائش معينة في ظل تناقص النباتات المحلية.

### تراجع البنية
بنية التربة هي ترتيب الجسيمات والمسامات المرتبطة بها في التربة عبر حجم يتراوح من نانومترات إلى سنتيمترات. يمكن إظهار التأثيرات الحيوية في تكوين وتثبيت تجمعات التربة، ولكن من الضروري التمييز بوضوح بين تلك القوى أو الوسائط التي تكوّن تجميعات للجسيمات وتلك التي تعمل على ثبات هذه التجميعات أو إضعافها. تحتوي التربة الجيدة على الخصائص التالية: قوة تربة وثبات تجميعات مثاليان، واللذان يوفران مقاومة لتدهور البنية (على سبيل المثال، التشقق/تشكل قشرة والتفتت بالتبلل والتعرية)، وكثافة حجمية مثالية، والتي تساعد على تنمية الجذور وتساهم في عوامل التربة الأخرى مثل حركة الماء والهواء داخل التربة، وقدرة على الاحتفاظ بالمياه ومعدل ارتشاح مياه مثاليان.

### الصودية
تشير صوديّة التربة إلى محتوى التربة من الصوديوم مقارنة بمضمونها من الكاتيونات الأخرى، مثل الكالسيوم. في المستويات المرتفعة، تتفكك أيونات الصوديوم من الصفائح الطينية وتتسبب في انتفاخ وتشتت التربة. ينتج عن ذلك انخفاض في استدامة التربة. وإذا حدث التركيز مرارًا وتكرارًا، تصبح التربة شبيهة بالإسمنت وذات بنية ضعيفة أو معدومة.
يؤدي التعرض المطول لمستويات عالية من الصوديوم إلى انخفاض كمية المياه المحتفظة بها والقادرة على التدفق عبر التربة، فضلًا عن انخفاض معدلات التحلل (ما يعدم خصوبة التربة ويمنع أي نمو في المستقبل). تبرز هذه المسألة في أستراليا، حيث يتأثر ثلث الأراضي بارتفاع مستويات الملح. هذا أمر طبيعي، لكن الممارسات الزراعية مثل الإفراط في الرعي والزراعة ساهمت في ارتفاع هذه المستويات. الخيارات المتاحة لإدارة التربة الصودية محدودة للغاية، ويجب إما تغيير النباتات أو تغيير التربة. العملية الأخيرة أكثر صعوبة. في حال تغيير التربة، تجب إضافة الكالسيوم لامتصاص الصوديوم الزائد الذي يمنع تدفق الماء.

### التملح
ملوحة التربة هي تركيز الملح داخل التربة أو على سطحها. يؤثر الملح المفرط بشكل مباشر على تركيب النباتات والحيوانات بسبب تفاوت القدرة على تحمل الأملاح، إلى جانب التغيرات الفيزيائية والكيميائية المختلفة في التربة، بما في ذلك التراجع البنيوي، وفي أقصى الحالات، التآكل، والتعرض لتعرية التربة، وتصدير الأملاح إلى المجاري المائية. عند انخفاض ملوحة التربة، يصبح هناك الكثير من النشاط الميكروبي الذي ينتج عنه زيادة في تنفس التربة، ما يزيد من مستويات ثاني أكسيد الكربون في التربة، ويُنتج بيئة أكثر صحة للنباتات. مع ارتفاع ملوحة التربة، يزداد الضغط على الميكروبات بسبب قلة توافر المياه، ما يؤدي إلى تنفس أقل. تترتب على ملوحة التربة آثار محلية وإقليمية على التنوع الحيوي تتراوح، على سبيل المثال، من التغيرات في تركيب النباتات وبقائها على قيد الحياة في موقع تصريف محلي، إلى التغيرات الإقليمية في نوعية المياه والحياة المائية.
في حين أن التربة الملحية جدًا ليست مفضلة لزراعة المحاصيل، من المهم ملاحظة أن العديد من المحاصيل يمكن أن تنمو في تُرب ملحية. وهذا أمر مهم في البلدان التي تندر فيها الموارد مثل المياه العذبة وتكون ضرورية للشرب، ويُمكن استخدام المياه المالحة للزراعة فيها. يمكن أن تتفاوت ملوحة التربة بين النقيضين في منطقة صغيرة نسبيًا؛ ما يسمح للنباتات بالبحث عن مناطق أقل ملوحة. من الصعب تحديد النباتات التي يمكنها النمو في التربة ذات الملوحة العالية، لأن ملوحة التربة ليست ثابتة حتى في المناطق الصغيرة. ومع ذلك، تمتص النباتات العناصر الغذائية من المناطق ذات الملوحة الأقل.

### التعرية
تعرية التربة هي إزالة الطبقات العليا من التربة بفعل الماء أو الرياح أو الثلج. تحدث تعرية التربة بصورة طبيعية، ولكن الأنشطة البشرية يمكن أن تزيد من حدتها بشكل كبير. التربة السليمة خصبة ومنتجة، لكن تعرية التربة تؤدي إلى فقدان التربة السطحية، والمواد العضوية، والعناصر الغذائية؛ فهي تفكك بنية التربة وتقلل من قدرة تخزين المياه، ما يؤدي بدوره إلى تقليل الخصوبة وتوفر المياه للجذور النباتية. بالتالي، تشكل تعرية التربة تهديدًا رئيسيًا لتنوعها الحيوي.
يمكن تقليل آثار تعرية التربة باستخدام مختلف تقنيات حفظ التربة، ويشمل هذا تغييرات في الممارسة الزراعية (مثل الانتقال إلى محاصيل أقل عرضة للتعرية)، أو زراعة أشجار كبيرة الحجم مثبتة للنيتروجين، أو أشجار معروفة بأنها تُؤمن المادة العضوية. يمكن أيضًا استخدام حصائر الجوت والمنسوجات الأرضية المصنوعة منه لتحويل الجريان السطحي وتخزينه والسيطرة على حركة التربة.
يمكن أن تؤدي الجهود المبذولة لحفظ التربة على نحو خاطئ إلى اختلال في المركبات الكيميائية للتربة. على سبيل المثال، أدت محاولات التشجير في هضبة لوس الشمالية في الصين إلى عوز العناصر الغذائية في المواد العضوية مثل الكربون والنيتروجين والفسفور.

## المراقبة والتخطيط
تشمل التربة تنوعًا هائلًا من الكائنات الحية، ما يجعل من الصعب قياس التنوع الحيوي. يُقدر أن ملعب كرة القدم يحتوي على كائنات حية تحت الأرض تعادل حجم 500 خروف. اتُخذت خطوة أولى في تحديد المناطق التي يتعرض فيها التنوع الحيوي للتربة لضغوط شديدة، وتتمثل بإيجاد العناصر الرئيسية التي تقلل التنوع الحيوي للتربة. سيُقاس التنوع الحيوي للتربة في المستقبل، خاصة بفضل تطوير النهج الجزيئية التي تعتمد على الاستخراج المباشر للحمض النووي من مطرِس التربة.